# Ieng Sary
Ieng Sary (24 tháng 10 năm 1925 - 14 tháng 3 năm 2013) là Phó Thủ tướng kiêm Bộ trưởng ngoại giao dưới thời Khmer Đỏ, Ieng Sary được coi là nhân vật quyền lực thứ ba hay "Anh ba" của Khmer Đỏ sau Pol Pot và Nuon Chea. Ông có mẹ là người Hoa.

## Tiểu sử
Ieng Sary sinh năm 1925, tên thật là Thạch Rẹm (có lúc gọi là Kim Trang), con ông Thạch Trân - một địa chủ giàu có ở xã Lương Hòa, huyện Châu Thành, tỉnh Trà Vinh. Nhà của gia đình Ieng Sary gần di tích Ao Bà Om - một thắng cảnh của Trà Vinh. Ieng Sary học ở Phnôm Pênh, Hà Nội trong thời kỳ Pháp chiếm đóng rồi sau đó được du học ở Pháp. Ông Phùng Bá Thọ, nguyên cán bộ phòng tư liệu Đài truyền hình TP.HCM, ngày đó là sinh viên Việt Nam tại Pháp, nhớ lại thời ở Paris, với danh nghĩa là sinh viên Việt Nam đi học Ieng Sary được các sinh viên Việt Nam ở Paris giúp đỡ ăn uống và bênh vực.

## Giáo dục
Trong những năm 1950, Ieng Sary sang Pháp du học, tham gia nhóm trí thức "nghiên cứu chủ nghĩa Mác-Lê Nin" và sau đó gia nhập đảng cộng sản Pháp cùng với Saloth Sar (Pol Pot), Hou Yuon, Khieu Samphan, Son Sen, Hu Nim và Touk Phuon.

## Khmer Đỏ
Năm 1960, Đảng Cộng sản Campuchia họp đại hội đảng lần đầu tiên tại Ga đường sắt Phnôm Pênh với sự tham dự của 21 đại biểu, Ieng Sary được xếp thứ năm. Ba năm sau, thì được lên hàng thứ ba.
Cuối thập niên 1960, Ieng Sary cùng nhiều thành viên khác của Khmer Đỏ bắt đầu vào rừng tập hợp lực lượng tiến hành chiến tranh vũ tranh chống chính quyền thân Mỹ của Lon Nol
Khi Khmer Đỏ lên nắm chính quyền tại Campuchia. Ieng Sary với vai trò là Phó thủ tướng kiêm Bộ trưởng ngoại giao được xem là nhân vật quyền lực thứ ba của Khmer Đỏ chỉ sau Pol Pot và Nuon Chea.
Trong thời gian Khmer Đỏ còn cầm quyền, Ieng Sary dụ dỗ nhiều trí thức Campuchia đã bỏ chạy ra nước ngoài quay về rồi sát hại.

## Án phạt
Năm 1979, Ieng Sary đã bị tòa án nhân dân của Cộng hòa Nhân dân Campuchia tuyên án tử hình vắng mặt.
Năm 1996, Ieng Sary đầu hàng Chính phủ Campuchia và về sống tại thủ đô Phnôm Pênh.
Ngày 12 tháng 11 năm 2007 Ieng Sary bị bắt để đem ra xét xử về tội diệt chủng trước tòa án phối hợp giữa Chính phủ Campuchia và Liên Hợp Quốc, mặc dù đã được Quốc vương Campuchia Norodom Sihanouk ân xá năm 1996.

## Cái chết
Ieng Sary qua đời ngày 14 tháng 3 năm 2013.